# イントゥ・ザ・サン (映画)
『イントゥ・ザ・サン』（Into the Sun）は、2005年制作のアメリカ合衆国の映画。東京を舞台にしたアクション映画であり、主演のスティーヴン・セガールが日本語の台詞を多く喋っている。1974年の映画『ザ・ヤクザ』のリメイクでもある。
劇中に押井守監修の短編映画『東京スキャナー』の空撮映像が使用され、クレジットにも入っている。

## あらすじ
日本の首都・東京、そこでは日本のヤクザと中国の秘密結社が水面下で抗争をくり広げていた。東京都知事選で外国人排斥を公約とした現東京都知事・鷹山が都庁でマスコミからのぶら下がり取材に応じている最中、突如バイクで乗り付けてきた男たちに暗殺されるという事件が起こる。ヤクザの仕業と見たCIAは、日本に生まれ育ち、東京の下町で刀剣屋を営む伝説のエージェント、トラヴィスに調査を命じる。トラヴィスは早速、若手エージェントのマックとともに調査を開始し、懇意にしている華僑の有力者やヤクザ主流派の大物・小島らの協力を得て事件の真相へと迫る。事件の背後には、チャイニーズ・マフィアと手を組んで急激に伸張する新興勢力を主導する若き野心家・黒田の暗躍があった。

## 登場人物
トラヴィス・ハンター
日本を拠点に活動するCIA工作員。東京の下町に生まれ暮らしてきた為に、流暢な日本語はもちろん日本武道にも精通しており、多くの｢弟子｣がおり、日本人も尊敬の念を表するほど実力は高い。また、華僑では｢大竜｣の名で知られている（おそらく武術指南のような形で交流があったと思われる）。
日本に居るときは刀剣屋を営んでいて、品揃えはコレクターが絶賛する業物を取り扱っているほどの良い店のようである。
東京のヤクザの事情に詳しく、ヤクザの幹部級や華僑の大物にも顔を広く知られているため、かつての上司ブロックから召集されてCIA日本支部を訪れ、FBIの新米ショーンと組まされる事になる。
ヤクザの情報を提供してくれるナヤコという恋人がおり、足を洗って彼女と一緒になろうとプロポーズをしたが、黒田の部下に殺されてしまった事で、復讐のために黒田一味を壊滅させる決意をする。
ショーン・マック捜査官
FBIの新米捜査官。かなり捜査を舐めており、およそ捜査官とは思えないマヌケな面が多々ある。中でも、警官でも発砲はご法度な日本で銃の誤射というとんだ失態を犯した。
更にはトラヴィスの言い付けを無視して単身で乗り込み、証拠を探していたところを不様にも発見される更なる失態を犯す。一旦は辛うじて逃げたものの、今度はヤクザが探し回る敵地のど真ん中の屋台で食事をするというあり得ない愚行を行い黒田に捕まり、チェンに殺されてしまう。
ブロック支部長
CIA日本支部支部長。かつてトラヴィスの上司だった人物で、今では仲が悪く、尋問室で待たされているトラヴィスにマジックミラー越しに中指を立てられた。
ナヤコ
トラヴィスの日本での情報屋であり高級クラブのママ。店を訪れるヤクザたちの情報をトラヴィスに提供していた。
トラヴィスとは長い付き合いであり恋人。プレゼントのかんざしと待ち続けていたプロポーズを受けて幸せの絶頂だったが、黒田に情報屋だった事を気付かれてしまい、黒田の部下に殺され、更にはかんざしまで奪われてしまった。
ジュエル捜査官
CIA捜査官。ブロックの命令で花屋のトラックに偽装した車でトラヴィスの後を付けては行動を監視する美女。
実はトラヴィスの弟子で、彼の弟子の中でも非常に優秀な生徒。マックを新しい弟子と勘違いした。
黒田
若手新興勢力のヤクザ。今までのヤクザの仁義やしきたりを無視して中国人マフィアと手を組んで、勢力を一気に拡大した男。一見、傍若無人なだけに見えるが、ナヤコがスパイだった事を見抜くなど知略にも長けており、築地市場の一画に事務所を設けて冷凍マグロの中に麻薬を仕込んで密輸入を行っている。
急速に勢力を拡大したことで怖いもの知らずになり、郊外の寺を買って家にしている。
問題を起こした下っ端は平気で殺したり、時には冗談半分で刀や銃を人に向けて恐怖する部下を笑って楽しむ冷酷非情な性格。
タケシ
黒田の組織のNo.2。ほとんどを黒田と行動を共にする片腕。
河村
黒田の部下。おそらくNo.3と思われる男で、黒田かタケシのどちらかと行動を共にし、従っている。
ナヤコを殺した張本人。
チェン
黒田と手を組んだ中国人マフィア｢蛇頭｣のボス。東南アジアを拠点に麻薬を密造し、黒田と日本で売りさばいて勢力を拡大していった。
黒田が捕まえたマックを一緒に拷問にかけたが、マックの挑発にキレてしまい、勢いで彼を殺害した。
その後、隠れ家に乗り込んできたトラヴィスに完膚なきまでにやられ、窓の外に投げ飛ばされて転落死した。
不動明王
ナヤコの古い友人で入れ墨の彫り師。かつて黒田に家族を殺された過去を持ち、生きる気力を失っていた頃にナヤコに励まされた事に恩義を感じていたが、彼女が殺された事でトラヴィスと共に黒田邸を襲撃する。
メイ・リン
華僑の大物の孫娘。かつてトラヴィスに弟子入りしていた時期があり、彼を師と仰いでいる。容姿端麗で非常に美しく、久しぶりに再会したトラヴィスも驚くほどの美女である。
現在は祖父のボディガードとして来日しており、その実力はトラヴィスも認める実力者。終盤の黒田邸襲撃に参加しようとしたがトラヴィスに止められる。しかし、彼の言葉を無視して加勢に駆け付けた。舞うようなしなやかな体術と中国剣を合わせた攻撃でタケシを終始圧倒してとどめを挿した。
松田
政財界の大物。中国人マフィアの動きと黒田たち若手のヤクザの不穏な動きを察知し、昔とは変わってしまった事に嘆いている。彼らの暴挙を止めるためにトラヴィスに協力を要請した。
温厚な人物で、箸の使い方で悪戦苦闘するマックに助言を与えた。
小島
黒田が敵対するヤクザ組織の幹部。歳を取ってからシマ争いに興味が無くなり、愛人を囲うだけの組長に落胆しており、黒田たちの傍若無人な勢力拡大に対してひとり憤りを感じている。
トラヴィスから協力を要請されるが、ヤクザの抗争は自分たちだけでケリを付けようとした為に断った。

## キャスト
- スティーヴン・セガール：トラヴィス・ハンター
- マシュー・デイビス：ショーン・マック
- 大沢たかお：黒田
- エディー・ジョージ：ジョーンズ
- ウィリアム・アザートン：ブロック
- ジュリエット・マーキス：ジュエル
- 豊原功補：不動明王
- 寺尾聰：松田
- 伊武雅刀：小島
- ペース・ウー：メイ・リン
- 大木正司：石川組長
- 藤田宗久：前田刑事
- 栗山千明：アヤコ
- 本田大輔：川村
- 大村波彦：タケシ
- 山口佳奈子：ナヤコ
- マック・ヤスダ：鷹山進之介
- コロッケ：コメディアン
- 安田顕：ヤクザ

ほか、はたけ、聡太郎,  hitomi、VJ BOO、神奈月らがカメオ出演している。